# Парфенов Андрій Валерійович
Андрі́й Вале́рійович Парфе́нов (рос. Андрей Валерьевич Парфенов; народився 28 лютого 1971, Москва, СРСР) — російський хокейний тренер. Головний тренер «Хімік-СКА» (Новополоцьк). Заслужений тренер Російської Федерації.
У 2004 році закінчив ДЦОЛІФК (Державний центральний ордена Леніна інститут фізичної культури і спорту), відділення «Кафедра хокею». Спеціальність – тренер-викладач. 
Кар'єра тренера: 1992—2002 — СДЮШОР ЦСКА, гл. тренер команди 1986 р.н.; 2002—2003 — старший тренер ЦСКА-2, старший тренер збірної Росії 1986 р.н.); головний тренер збірної Росії (U-17), 2003—2004 — старший тренер ЦСКА-2; старший тренер збірної Росії 1986 р.н.; 2004—2005 — старший тренер ЦСКА-2; 2005—2009 — головний тренер ЦСКА-2; 2009—2010 — головний тренер МХК «ЦСКА—Красная Армія»; головний тренер збірної «Захід» (Кубок Виклику МХЛ); головний тренер збірної Росії (U-16). Працював в системі University of Main Hockey Program м. Бенгор, США, а також в системі клуба HC Sedertele в Швеції. Має Міжнародний диплом підвищення кваліфікації тренера ІІХФ. 
Володіє англійською мовою.